# 관문성
관문성(關門城, 영어: Gwanmunseong Fortress)은 울산광역시 북구, 울주군과 경주시 외동읍에 걸쳐 있는 통일신라의 산성이다. 1963년 1월 21일 대한민국의 사적 제48호로 지정되었다.
신라 성덕왕 21년(722년) 10월에 축조될 당시, 수도의 남쪽 관문 역할을 감당하는 성으로 축조되었다. 조선시대에 관문성으로 부르게 되어 오늘에 이르고 있다.
본래는 현재의 울산광역시와 경상북도 경주시 경계를 따라서 12km가량 길게 이어진 장성(長城)이었으나, 현재는 대부분 퇴락하여 남아있는 것은 일부뿐이다. 성의 흔적은 경주시 외동읍 모화리에서 시작하여, 울산광역시 북구 중산동을 거쳐, 울주군 범서읍 척과리까지 이어져있다.

## 현지 안내문
왜적의 침입으로부터 경주를 보호하기 위해 신라 성덕왕 21년(722)에 쌓은 산성이다.
원래 이름은 모벌군성(毛伐郡城)·모벌관문(毛伐關門)이었는데, 조선시대에 관문성으로 부르게 되어 오늘에 이르고 있다. 우박천이라는 냇물을 사이에 두고 동해를 향하여 쌓았으며, 673년에 쌓은 북형산성과 함께 경주의 동쪽을 지키는데 큰 역할을 했다.
관문성은 경주의 다른 산성들과 다르게 산과 산을 연결하며 길게 쌓은 특수한 방식의 산성으로, 그 규모가 12km에 달해 신라의 만리장성으로 불리기도 하였다. 성 안에는 성문자리로 보이는 곳과 창고자리·건물자리 등이 군데군데 남아 있다.
잘 다듬은 돌과 자연석을 이용하여 쌓은 산성으로, 경주의 남산성과 비교해볼 때 성쌓기 방식에서 훨씬 발달된 모습을 보여주고 있다.

## 참고 문헌
- 이 문서에는 다음커뮤니케이션(현 카카오)에서 GFDL 또는 CC-SA 라이선스로 배포한 글로벌 세계대백과사전의 "《관문성》" 항목을 기초로 작성된 글이 포함되어 있습니다.

## 참고 자료
- 관문성 - 국가유산청 국가유산포털